# Pleurobranchus hilli
Pleurobranchus hilli is een slakkensoort uit de familie van de Pleurobranchidae. De wetenschappelijke naam van de soort is voor het eerst geldig gepubliceerd in 1894 door Hedley.